# Сан Никола Арчела
Сан Никола Арчела (итал. San Nicola Arcella) је насеље у Италији у округу Козенца, региону Калабрија.
Према процени из 2011. у насељу је живело 1309 становника. Насеље се налази на надморској висини од 125 м.

## Становништво
Према резултатима пописа становништва 2011. у општини је живело 1.751 становника.
| 1931. | 1936. | 1951. | 1961. | 1971. | 1981. | 1991. | 2001. | 2011. |
| ----- | ----- | ----- | ----- | ----- | ----- | ----- | ----- | ----- |
| 861   | 927   | 1.090 | 1.107 | 1.233 | 1.275 | 1.325 | 1.393 | 1.751 |